# Für die Gegnaz!
Für die Gegnaz! ist das zweite Soloalbum des deutschen Rappers Tony D. Es wurde am 11. September 2009 über Universal Music Group veröffentlicht. Das Album stieg nicht in die Charts ein, womit es im Verhältnis zu Tony Ds Debütalbum Totalschaden, das Platz 21 der deutschen Hitparade belegen konnte, als Misserfolg gewertet werden kann.

## Hintergrund
2007 erschien Tony Ds erstes Soloalbum Totalschaden über das Berliner Label Aggro Berlin, bei welchem er zwei Jahre zuvor einen Vertrag unterschrieben hatte. In der nachfolgenden Zeit trat der Rapper hauptsächlich als Gastmusiker auf Alben anderer Hip-Hop-Musiker in Erscheinung. Das zweite Album von Tony D wurde ursprünglich unter dem Titel Die Gegnaz für den 8. Mai 2009 angekündigt. Nachdem Aggro Berlin am 1. April 2009 seine Schließung bekannt gegeben hatte, verlor Tony D seine Labelplattform und die Veröffentlichung seines Albums wurde zunächst auf den 28. Mai und letztlich auf den 11. September 2009 verschoben. Die Plattenfirma Universal Music Group, die die vorherigen eineinhalb Jahre mit Aggro Berlin kooperiert und bei der Vermarktung der Tonträger unterstützt hatte, übernahm die Veröffentlichung des Albums Für die Gegnaz!. Im Gegensatz zu Kitty Kat, die ebenfalls einen Vertrag mit Aggro Berlin gehabt hatte, wurde Tony D als Künstler nicht von Universal übernommen. In einem Interview äußerte sich der Rapper zu seiner Situation: „Ich verstehe […], warum ich für Labels wie Universal nichts bin. Die glauben nicht an mich und ich nicht an die. Aggro war zwar ein großes Label, hatte aber immer ein Herz für Untergrund-Künstler wie mich. Deswegen ist es auch schade, dass sie nicht mehr da sind.“

## Titelliste
1. Intro – 0:34
2. Hundert Metaz – 3:16
3. Jackpot – 3:19
4. Keine Gegnaz (feat. Sido) – 2:51

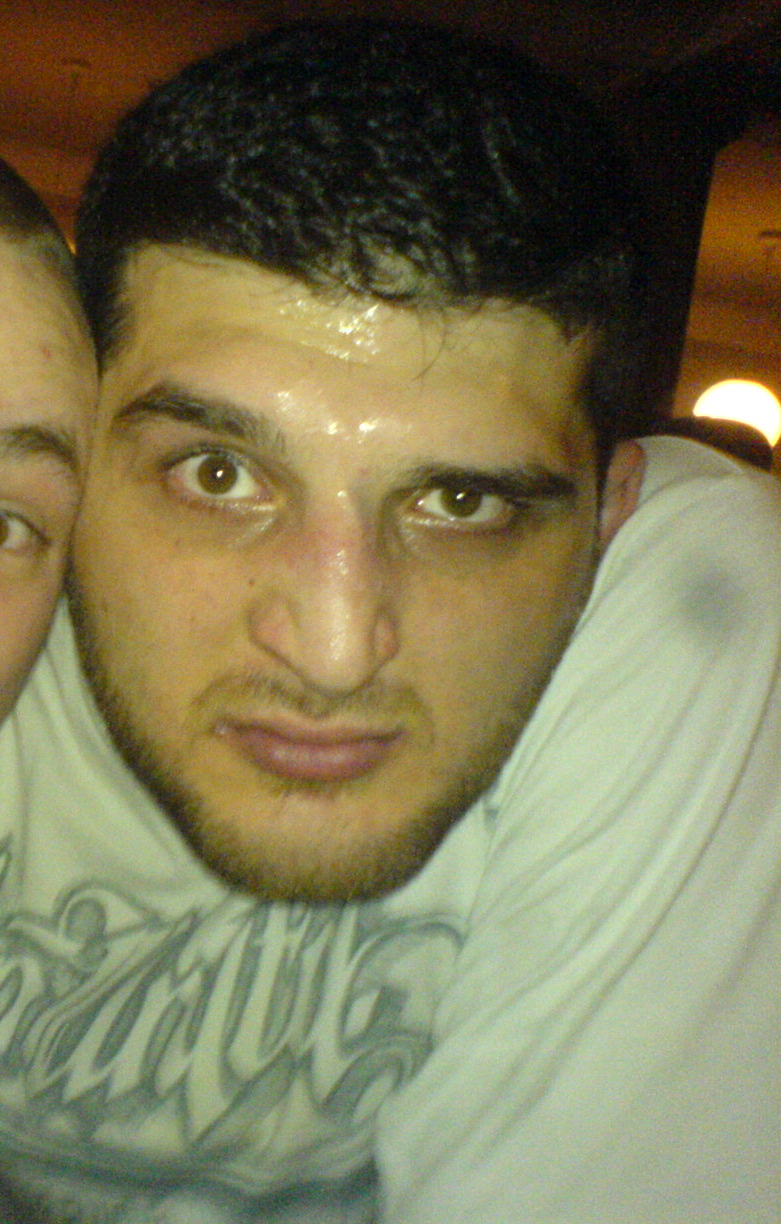
Tony D im Jahr 2009

5. Meine Gang (feat. TMR und BC) – 5:00
6. Bäm Bäm – 3:02
7. Zehn – 3:05
8. Paff Paff (feat. B-Tight und Freddy Cool) – 4:16
9. 2 krasse Rapper (feat. Kitty Kat)
10. Für die Sekte (feat. Die Sekte) – 3:22
11. Schlachtschiff (feat. B-Tight) – 3:33
12. Kommst nicht klar (feat. Freddy Cool) – 3:20
13. Voll daneben – 2:52
14. Hundert Metaz RMX – 3:19
15. Outro – 4:37

## Gastbeiträge
Für Für die Gegnaz! arbeitete Tony D mit einer Vielzahl an Rappern aus seinem direkten Umfeld zusammen. So entstanden Lieder mit Sido, Kitty Kat und B-Tight, die zuvor gemeinsam mit ihm bei Aggro Berlin unter Vertrag gestanden hatten. Auf zwei Stücken ist Freddy Cool vertreten. Dieser ist Mitglied der Gruppe Grüne Medizin und ebenso wie die meisten Mitglieder von Die Sekte beim Independent-Label Sektenmuzik unter Vertrag. Darüber hinaus kann der Titel Meine Gang hervorgehoben werden, für welchen er mit den Gruppen TMR und BC zusammengearbeitet hat. Zu Beginn seiner musikalischen Laufbahn war Tony D unter dem Namen Drell One der Gang TMR beigetreten. Dadurch entstand der Kontakt zur Gruppe BC, die von den Hip-Hop-Musikern Frauenarzt, MC Basstard und MC Bogy gebildet wird, und schließlich die Mitgliedschaft bei dem Label Bassboxxx.

## Vermarktung
Am 21. August 2009 wurde der Titel Jackpot als eSingle veröffentlicht. Zu dem von Flashgordon produzierten Lied erschien auch ein Video, in dem Tony D verschiedene Computerspiele spielt und in diesen auch als Figur zu erkennen ist. Des Weiteren wurde ein Snippet veröffentlicht, in dem die Lieder von Für die Gegnaz! angespielt werden.
Ein weiteres Video erschien zum Stück Hundert Metaz, das am 4. September 2009 als zweite eSingle veröffentlicht wurde. Der Titel war zuvor bereits auf dem Labelsampler Aggro Anti Ansage Nr. 8 erschienen und war im Zuge der Vermarktung teilweise in einem sogenannten „Split-Video“ zu sehen, in welchem neben Sequenzen des Videos zu Hundert Metaz auch die Titel Fünf krasse Rapper von Sido, Tony D, Kitty Kat, Fler und B-Tight sowie So ist es von Sido und Fler verarbeitet worden waren.

## Kritik
Die Redaktion der E-Zine Laut.de bewertete Für die Gegnaz!, wie bereits das Vorgängeralbum Totalschaden, negativ. In der von Dani Fromm verfassten Rezension erhielt die Veröffentlichung zwei von möglichen fünf Bewertungspunkten. Tony D könne nur in einer Tonlage brüllen und beherrsche nichts darüber hinaus. Inhaltlich drehen sich die Texte um „pubertäre Sauf-, Kiff-, Prügel- und Fickphantasien“. Zudem wiederhole sich der Rapper „inhaltlich wie in Ausdrucks- und Wiedergabeweise“ über das gesamte Album. Für den Zuhörer scheine Tony D jedoch Spaß an der Musik zu haben, was Fromm auf den „zelebrierten Dilettantismus“ zurückführt, der den Zuhörer dazu bringe, in Frage zu stellen, ob Tony D seine Musik ernst nimmt oder nicht. Positiv äußert sich Fromm zum Booklet, das mit seiner Bebilderung den „comichaften Charakter“ des Albums unterstreicht. Auch die Produktionen der Titel werden in der Kritik gut aufgenommen. Die Gastrapper hinterlassen einen guten Eindruck, was die Redakteurin damit begründet, dass auch wenig talentierte Hip-Hop-Musiker neben Tony D einen guten Eindruck hinterlassen.
In einer Kritik des Hip-Hop-Magazins Juice erhielt Tony Ds zweites Album dreieinhalb von möglichen sechs „Kronen“. Aus Sicht eines anspruchsvollen Rap-Hörers sei Tony D zwar ein Gimmick, dennoch habe er sich durch seine bisherige Arbeit „Daseinsberechtigung und Fans […] inzwischen erbrüllt.“ Die Texte des Albums behandeln auf nahezu jedem Titel die Bedrohung und Ausradierung von „Gegnaz“. Trotz dieses Kritikpunktes funktioniere das Album, dank eines „durchgehend hohem Energielevels“ und der zu Tony Ds Stil passenden Produktion, „ganz okay.“
Eine verhältnismäßig ausführliche Rezension erschien auf der Internetseite Rappers.in. Nach Ansicht des Redakteurs könne Tony D nicht mit anderen deutschen Rappern verglichen werden, da ihm die meisten Eigenschaften eines talentierten Rappers fehlen. Der „fast kindliche Charme“ des Albums werde bereits an den comichaften Liedtiteln wie Bäm Bäm oder Paff Paff deutlich. Positiv werden etwa die Direktheit sowie die „nur scheinbar unfreiwillig komische Note“ gelobt. Dennoch stellt der Redakteur in Frage, dass es viele Zuhörer gibt, die sich über einen längeren Zeitraum die thematische Einfachheit („Explosionen, Verfolgungsjagden und Gewaltexzessen“) anhören wollen. In einem Absatz stellt der Kritiker einen Bezug zwischen der Idee zur Figur Tony D und der Rap-Szene her: „So weit, Mohamed Ayads Kunstfigur zur bewussten Überspitzung der letztendlich allgegenwärtigen Substanzlosigkeit zeitgenössischer Rapmusik hoch zu stilisieren, möchte ich an dieser Stelle nicht gehen, aber denkbar wäre es doch…“